# Steven R. McQueen
Steven R. McQueen (sinh vào ngày 12, tháng 7, năm 1988) là một diễn viên mỹ và người mẫu, được biết đến với vai diễn Jeremy Gilbert trong bộ phim The Vampire Diaries của kênh The CW.
Steven R. McQueen là cháu trai của Steve McQueen - một diễn viên gạo cội người Mỹ với nickname 'The King of Cool'. Bố của Steven R. là Chad McQueen, cũng là một diễn viên, nhà sản xuất phim và đồng thời cũng là một tay đua xe. Mẹ Steven là Stacia Toten. Bố mẹ anh đã chia tay từ năm 1990. Bố dượng của Steven là Luc Robitaille - một cầu thủ hokey chuyên nghiệp.
McQueen sinh ở Los Angeles, California, con trai của Stacey Toten (Stacia Robitaille) and actor/producer Chad McQueen.. Steven được sinh ra và lớn lên trong gia đình có các thành viên đều làm nghệ thuật, ông nội là một diễn viên gạo cội nổi tiếng của Mỹ. Steven có thể chơi harmonica. Thành thạo võ thuật, Hockey, đấm bốc và cưỡi ngựa. Ông bà nội của anh là Steve McQueen và nữ diễn viên người Philippines Neile Adams. Cháu gái của Neile Adams là người có vai vế trong xã hội người Tây Ban Nha-Philippines Isabel Preysler, mẹ của Enrique Iglesias. Cha dượng của anh, Luc Robitaille. Hiện anh đang sinh sống ở Atlanta, Gruzia.
Năm 2007, Steven được giải Best Male Performance trong liên hoan phim Beverly Hills cho vai diễn trong bộ phim Club Soda.